# Innertrio
Innertrio från 1962 är ett musikalbum med jazzpianisten Jan Johansson och hans trio.
Tillsammans med albumet 8 bitar Johansson återutgavs Innertrio på cd på Megafon 1989 och på Heptagon 1994 .

## Låtlista
1. 3, 2, 1, Go! (Jan Johansson) – 4:09
2. Bolles vaggvisa (Reinhold Svensson) – 4:18
3. Svallvågor (Reinhold Svensson) – 5:21
4. I've Found a New Baby (Spencer Williams/Jack Palmer) – 5:40
5. The Chant (Mel Stitzel) – 5:29
6. Snälltåg (Thorbjörn Lundquist) – 4:18
7. The Thrill is Gone (Ray Henderson/Lew Brown) – 2:44
8. Innertrio (Jan Johansson) – 5:49
9. Premiär (Jan Johansson) – 4:56

## Medverkande
- Jan Johansson – piano
- Georg Riedel – bas
- Egil Johansen – trummor